# Taviodes tamsi
Taviodes tamsi är en fjärilsart som beskrevs av M.Gaede 1939. Taviodes tamsi ingår i släktet Taviodes och familjen nattflyn. Inga underarter finns listade i Catalogue of Life.